# Brechmorhoga pertinax
Brechmorhoga pertinax – gatunek ważki z rodziny ważkowatych (Libellulidae). Występuje na terenie Ameryki Północnej, Ameryki Południowej i Ameryki Środkowej.